# Leuchtturm Estemündung
Der Leuchtturm Estemündung war ein Leitfeuer an der Mündung der Este in die Elbe im Hamburger Stadtteil Neuenfelde.
Der damals schwarz-weiß gestreifte Betonturm steht am Este-Sperrwerk am Mühlenberger Loch unweit der Sietas-Werft in der Nähe des Airbus-Werksgeländes in Finkenwerder.
Der Leuchtturm nahm am 15. März 1967 seinen Betrieb auf. Er besaß eine Gürteloptik VI. Ordnung, die aus der alten Leuchtbake Cranz übernommen wurde, mit einer 100-Watt-Glühlampe.
Nachdem das Feuer am 24. Mai 1995 gelöscht wurde und der Turm einen neuen weißgrauen Anstrich erhielt, erfolgte seine endgültige Abschaltung im August 2001.